# Pro Victoria Pallavolo 2021-2022
Questa voce raccoglie le informazioni riguardanti la Pro Victoria Pallavolo nelle competizioni ufficiali della stagione 2021-2022.

## Stagione
Nella stagione 2021-22 la Pro Victoria Pallavolo assume la denominazione sponsorizzata di Vero Volley Monza.
Partecipa per la sesta volta alla Serie A1; chiude la regular season di campionato al terzo posto in classifica, qualificandosi per i play-off scudetto, dove arriva fino alla finale, superata poi dall'Imoco.
Grazie al terzo posto nella classifica avulsa determinata in base alle partite di campionato disputate fino alla data del 24 dicembre 2021, la Pro Victoria si qualifica per la Coppa Italia, uscendo ai quarti di finale a seguito della sconfitta contro il Chieri '76.
Partecipa inoltre alla Champions League: superata la fase a gironi con il secondo posto in classifica nel proprio raggruppamento, viene eliminata nei quarti di finale dall'Imoco.

## Organigramma societario
Area direttiva
- Presidente: Carlo Rigaldo

Area tecnica
- Allenatore: Marco Gaspari
- Allenatore in seconda: Fabio Parazzoli
- Assistente allenatore: Luca Bucaioni
- Scout man: Danilo Contrario

## Rosa
| N° | Nome                  | Ruolo | Data di nascita   | Nazionalità sportiva |
| -- | --------------------- | ----- | ----------------- | -------------------- |
| 2  | Katarina Lazović      | S     | 12 settembre 1999 | Serbia               |
| 3  | Magdalena Stysiak     | O     | 3 dicembre 2000   | Polonia              |
| 5  | Jennifer Boldini      | P     | 6 aprile 1999     | Italia               |
| 6  | Alessia Gennari       | S     | 3 novembre 1991   | Italia               |
| 7  | Lise Van Hecke        | O     | 1º luglio 1992    | Belgio               |
| 8  | Alessia Orro          | P     | 18 luglio 1998    | Italia               |
| 9  | Brankica Mihajlović   | S     | 13 aprile 1991    | Serbia               |
| 10 | Beatrice Parrocchiale | L     | 26 dicembre 1995  | Italia               |
| 11 | Anna Danesi           | C     | 20 aprile 1996    | Italia               |
| 14 | Dana Rettke           | C     | 21 gennaio 1999   | Stati Uniti          |
| 15 | Jordan Larson         | S     | 16 ottobre 1986   | Stati Uniti          |
| 16 | Katerina Zakchaiou    | C     | 26 agosto 1998    | Cipro                |
| 18 | Hanna Hryškevič       | S     | 8 febbraio 2000   | Bielorussia          |
| 28 | Sonia Candi           | C     | 8 novembre 1993   | Italia               |
| 46 | Gaia Moretto          | C     | 18 settembre 1994 | Italia               |
| 99 | Beatrice Negretti     | L     | 16 novembre 1999  | Italia               |

## Mercato
| Acquisti | Acquisti            | Acquisti        | Acquisti   |
| R.       | Nome                | da              | Modalità   |
| -------- | ------------------- | --------------- | ---------- |
| P        | Jennifer Boldini    | Pinerolo        | definitivo |
| C        | Sonia Candi         | Cuneo Granda    | definitivo |
| S        | Alessia Gennari     | UYBA            | definitivo |
| S        | Jordan Larson       | Shanghai        | definitivo |
| S        | Katarina Lazović    | ŁKS             | definitivo |
| S        | Brankica Mihajlović | Fenerbahçe      | definitivo |
| C        | Gaia Moretto        | Bergamo         | definitivo |
| C        | Dana Rettke         | Wisconsin       | definitivo |
| O        | Magdalena Stysiak   | Savino Del Bene | definitivo |
| C        | Katerina Zakchaiou  | Cuneo Granda    | definitivo |

| Cessioni | Cessioni            | Cessioni         | Cessioni   |
| R.       | Nome                | a                | Modalità   |
| -------- | ------------------- | ---------------- | ---------- |
| S        | Edina Begić         | Dinamo Mosca     | definitivo |
| P        | Giulia Carraro      | Volero Le Cannet | definitivo |
| C        | Laura Heyrman       | Eczacıbaşı       | definitivo |
| S        | Floortje Meijners   | ?                | definitivo |
| S        | Brankica Mihajlović | -                | ritirata   |
| O        | Josephine Obossa    | Talmassons       | definitivo |
| S        | Hanna Orthmann      | Savino Del Bene  | definitivo |
| C        | Federica Squarcini  | Cuneo Granda     | definitivo |

## Risultati

### Serie A1

#### Girone di andata
| 1ª giornata - 9 ottobre 2021 PalaPiantanida, Busto Arsizio      | UYBA                  | 3 - 1 | Pro Victoria  | 15-25, 25-21, 25-21, 25-23        |
| 2ª giornata - 17 ottobre 2021 Palazzetto dello Sport, Monza     | Pro Victoria          | 3 - 1 | Chieri '76    | 25-27, 25-15, 25-20, 25-13        |
| 3ª giornata - 20 ottobre 2021 Palazzetto dello sport, Bergamo   | Bergamo 1991          | 0 - 3 | Pro Victoria  | 21-25, 23-25, 15-25               |
| 4ª giornata - 24 ottobre 2021 Palazzetto dello Sport, Monza     | Pro Victoria          | 2 - 3 | AGIL          | 35-33, 22-25, 18-25, 25-20, 4-15  |
| 5ª giornata - 30 ottobre 2021 Palazzetto dello Sport, Monza     | Pro Victoria          | 2 - 3 | Imoco         | 25-14, 20-25, 27-25, 20-25, 13-15 |
| 6ª giornata - 7 novembre 2021 Palazzetto dello Sport, Scandicci | Savino Del Bene       | 1 - 3 | Pro Victoria  | 14-25, 25-14, 24-26, 18-25        |
| 7ª giornata - 14 novembre 2021 Palazzo dello Sport, Roma        | Roma Club             | 0 - 3 | Pro Victoria  | 22-25, 18-25, 22-25               |
| 8ª giornata - 20 novembre 2021 Palazzetto dello Sport, Monza    | Pro Victoria          | 3 - 0 | Casalmaggiore | 25-20, 25-17, 25-18               |
| 9ª giornata - 28 novembre 2021 PalaCastagnaretta, Cuneo         | Cuneo Granda          | 2 - 3 | Pro Victoria  | 25-23, 19-25, 11-25, 25-22, 12-15 |
| 10ª giornata - 5 dicembre 2021 Palazzetto dello Sport, Monza    | Pro Victoria          | 3 - 0 | San Casciano  | 25-18, 25-22, 25-17               |
| 11ª giornata - 13 dicembre 2021 PalaEvangelisti, Perugia        | Wealth Planet Perugia | 1 - 3 | Pro Victoria  | 30-28, 17-25, 26-28, 14-25        |
| 12ª giornata - 18 dicembre 2021 PalaCarneroli, Urbino           | Megavolley            | 0 - 3 | Pro Victoria  | 23-25, 21-25, 22-25               |
| 13ª giornata - 25 gennaio 2022 Palazzetto dello Sport, Monza    | Pro Victoria          | 3 - 0 | Trentino Rosa | 25-20, 25-18, 25-19               |

#### Girone di ritorno
| 14ª giornata - 9 gennaio 2022 Palazzetto dello Sport, Monza   | Pro Victoria  | 3 - 0 | UYBA                  | 25-21, 25-19, 25-16               |
| 15ª giornata - 23 febbraio 2022 PalaMaddalene, Chieri         | Chieri '76    | 0 - 3 | Pro Victoria          | 23-25, 20-25, 22-25               |
| 16ª giornata - 23 gennaio 2022 Palazzetto dello Sport, Monza  | Pro Victoria  | 3 - 1 | Bergamo 1991          | 21-25, 25-18, 25-20, 25-19        |
| 17ª giornata - 9 febbraio 2022 PalaTerdoppio, Novara          | AGIL          | 3 - 1 | Pro Victoria          | 20-25, 25-17, 25-14, 25-21        |
| 18ª giornata - 6 febbraio 2022 PalaVerde, Villorba            | Imoco         | 1 - 3 | Pro Victoria          | 25-23, 20-25, 25-27, 13-25        |
| 19ª giornata - 12 febbraio 2022 Palazzetto dello Sport, Monza | Pro Victoria  | 3 - 0 | Savino Del Bene       | 25-20, 25-21, 31-29               |
| 20ª giornata - 20 febbraio 2022 Palazzetto dello Sport, Monza | Pro Victoria  | 3 - 0 | Roma Club             | 25-19, 25-21, 25-18               |
| 21ª giornata - 26 febbraio 2022 PalaRadi, Cremona             | Casalmaggiore | 3 - 2 | Pro Victoria          | 27-25, 26-24, 18-25, 22-25, 15-12 |
| 22ª giornata - 5 marzo 2022 Palazzetto dello Sport, Monza     | Pro Victoria  | 3 - 0 | Cuneo Granda          | 25-23, 25-21, 25-20               |
| 23ª giornata - 13 marzo 2022 PalaWanny, Firenze               | San Casciano  | 3 - 2 | Pro Victoria          | 26-24, 15-25, 25-22, 23-25, 16-14 |
| 24ª giornata - 20 marzo 2022 Palazzetto dello Sport, Monza    | Pro Victoria  | 3 - 0 | Wealth Planet Perugia | 25-18, 25-17, 25-18               |
| 25ª giornata - 27 marzo 2022 Palazzetto dello Sport, Monza    | Pro Victoria  | 3 - 0 | Megavolley            | 25-14, 25-21, 25-21               |
| 26ª giornata - 2 aprile 2022 PalaSanbapolis, Trento           | Trentino Rosa | 0 - 3 | Pro Victoria          | 22-25, 22-25, 27-29               |

#### Play-off scudetto
| Quarti di finale (gara 1) - 10 aprile 2022 Palazzetto dello Sport, Monza | Pro Victoria | 3 - 0 | Chieri '76   | 25-23, 25-20, 25-13               |
| Quarti di finale (gara 2) - 13 aprile 2022 PalaMaddalene, Chieri         | Chieri '76   | 1 - 3 | Pro Victoria | 23-25, 23-25, 25-23, 19-25        |
| Semifinali (gara 1) - 21 aprile 2022 PalaTerdoppio, Novara               | AGIL         | 3 - 2 | Pro Victoria | 25-22, 25-18, 29-31, 20-25, 15-12 |
| Semifinali (gara 2) - 24 aprile 2022 Palazzetto dello Sport, Monza       | Pro Victoria | 3 - 0 | AGIL         | 29-27, 25-17, 26-24               |
| Semifinali (gara 3) - 27 aprile 2022 PalaTerdoppio, Novara               | AGIL         | 2 - 3 | Pro Victoria | 26-24, 25-21, 22-25, 23-25, 12-15 |
| Finale (gara 1) - 30 aprile 2022 PalaVerde, Villorba                     | Imoco        | 2 - 3 | Pro Victoria | 23-25, 25-15, 25-19, 16-25, 13-15 |
| Finale (gara 2) - 2 maggio 2022 Palazzetto dello Sport, Monza            | Pro Victoria | 2 - 3 | Imoco        | 25-23, 25-23, 16-25, 20-25, 10-15 |
| Finale (gara 3) - 7 maggio 2022 PalaVerde, Villorba                      | Imoco        | 3 - 0 | Pro Victoria | 25-23, 25-12, 25-22               |
| Finale (gara 4) - 10 maggio 2022 Palazzetto dello Sport, Monza           | Pro Victoria | 2 - 3 | Imoco        | 20-25, 25-23, 21-25, 25-21, 8-15  |

### Coppa Italia
| Quarti di finale - 30 dicembre 2021 Palazzetto dello Sport, Monza | Pro Victoria | 0 - 3 | Chieri '76 | 23-25, 23-25, 18-25 |

### Champions League

#### Fase a gironi
| 1ª giornata - 24 novembre 2021 VakıfBank Spor Sarayı, Istanbul | VakıfBank      | 3 - 1 | Pro Victoria   | 23-25, 25-23, 25-16, 25-21 |
| 2ª giornata - 8 dicembre 2022 Palazzetto dello Sport, Monza    | Pro Victoria   | 3 - 0 | ASPTT Mulhouse | 25-20, 25-17, 25-12        |
| 3ª giornata - 21 dicembre 2022 Palazzetto dello Sport, Monza   | Pro Victoria   | 3 - 0 | Viesti Salo    | 25-13, 25-23, 25-14        |
| 4ª giornata - 19 gennaio 2022 Palais des Sports, Mulhouse      | ASPTT Mulhouse | 0 - 3 | Pro Victoria   | 18-25, 22-25, 18-25        |
| 5ª giornata - 3 febbraio 2022 Palazzetto dello Sport, Monza    | Pro Victoria   | 1 - 3 | VakıfBank      | 25-21, 17-25, 17-25, 12-25 |
| 6ª giornata - 15 febbraio 2022 Salohalli, Salo                 | Viesti Salo    | 0 - 3 | Pro Victoria   | 21-25, 13-25, 23-25        |

#### Fase a eliminazione diretta
| Quarti di finale (andata) - 9 marzo 2022 Palazzetto dello Sport, Monza | Pro Victoria | 0 - 3 | Imoco        | 21-25, 21-25, 19-25        |
| Quarti di finale (ritorno) - 17 marzo 2022 PalaVerde, Villorba         | Imoco        | 3 - 1 | Pro Victoria | 25-19, 22-25, 25-16, 25-17 |

## Statistiche

### Statistiche di squadra
| Competizione     | Punti | In casa | In casa | In casa | In trasferta | In trasferta | In trasferta | Totale | Totale | Totale |
| Competizione     | Punti | G       | V       | P       | G            | V            | P            | G      | V      | P      |
| ---------------- | ----- | ------- | ------- | ------- | ------------ | ------------ | ------------ | ------ | ------ | ------ |
| Serie A1         | 63    | 17      | 13      | 4       | 18           | 12           | 6            | 35     | 25     | 10     |
| Coppa Italia     | -     | 1       | 1       | 0       | 0            | 0            | 0            | 1      | 1      | 0      |
| Champions League | 12    | 4       | 2       | 2       | 4            | 2            | 2            | 8      | 4      | 4      |
| Totale           | -     | 22      | 16      | 6       | 22           | 14           | 8            | 44     | 30     | 24     |

G = partite giocate; V = partite vinte; P = partite perse

### Statistiche dei giocatori
| Giocatore       | Serie A1 | Serie A1 | Serie A1 | Serie A1 | Serie A1 | Coppa Italia | Coppa Italia | Coppa Italia | Coppa Italia | Coppa Italia | Champions League | Champions League | Champions League | Champions League | Champions League | Totale | Totale | Totale | Totale | Totale |
| Giocatore       | P        | PT       | AV       | MV       | BV       | P            | PT           | AV           | MV           | BV           | P                | PT               | AV               | MV               | BV               | P      | PT     | AV     | MV     | BV     |
| --------------- | -------- | -------- | -------- | -------- | -------- | ------------ | ------------ | ------------ | ------------ | ------------ | ---------------- | ---------------- | ---------------- | ---------------- | ---------------- | ------ | ------ | ------ | ------ | ------ |
| J. Boldini      | 27       | 7        | 0        | 2        | 5        | 1            | 0            | 0            | 0            | 0            | 7                | 4                | 2                | 0                | 2                | 35     | 11     | 2      | 2      | 7      |
| S. Candi        | 33       | 118      | 65       | 36       | 17       | 1            | 3            | 2            | 1            | 0            | 8                | 35               | 20               | 11               | 4                | 42     | 156    | 87     | 48     | 21     |
| A. Danesi       | 34       | 336      | 213      | 104      | 19       | 1            | 6            | 6            | 0            | 0            | 7                | 44               | 31               | 11               | 2                | 42     | 386    | 250    | 115    | 21     |
| A. Gennari      | 26       | 274      | 230      | 28       | 16       | 1            | 1            | 0            | 0            | 1            | 5                | 35               | 30               | 4                | 1                | 32     | 310    | 260    | 32     | 18     |
| H. Hryškevič    | 32       | 266      | 226      | 14       | 26       | 1            | 11           | 10           | 1            | 0            | 7                | 69               | 57               | 5                | 7                | 40     | 346    | 293    | 20     | 33     |
| J. Larson       | 13       | 148      | 135      | 10       | 3        | -            | -            | -            | -            | -            | 2                | 22               | 20               | 1                | 1                | 15     | 170    | 155    | 11     | 4      |
| K. Lazović      | 27       | 115      | 102      | 9        | 4        | 1            | 1            | 1            | 0            | 0            | 8                | 39               | 30               | 3                | 6                | 36     | 155    | 133    | 12     | 10     |
| B. Mihajlović   | 3        | 10       | 8        | 1        | 1        | 1            | 2            | 2            | 0            | 0            | 1                | 5                | 4                | 1                | 0                | 5      | 17     | 14     | 2      | 1      |
| G. Moretto      | 4        | 4        | 2        | 2        | 0        | 0            | 0            | 0            | 0            | 0            | 1                | 6                | 3                | 2                | 1                | 5      | 10     | 5      | 4      | 1      |
| B. Negretti     | 9        | 0        | 0        | 0        | 0        | -            | -            | -            | -            | -            | 5                | 0                | 0                | 0                | 0                | 14     | 0      | 0      | 0      | 0      |
| A. Orro         | 35       | 103      | 53       | 31       | 19       | 1            | 4            | 3            | 1            | 0            | 8                | 17               | 8                | 4                | 5                | 44     | 124    | 64     | 36     | 24     |
| B. Parrocchiale | 34       | 0        | 0        | 0        | 0        | 1            | 0            | 0            | 0            | 0            | 8                | 0                | 0                | 0                | 0                | 43     | 0      | 0      | 0      | 0      |
| D. Rettke       | 18       | 125      | 93       | 25       | 7        | -            | -            | -            | -            | -            | 4                | 15               | 13               | 2                | 0                | 22     | 140    | 106    | 27     | 7      |
| M. Stysiak      | 33       | 395      | 343      | 29       | 23       | 1            | 3            | 2            | 1            | 0            | 6                | 54               | 45               | 7                | 2                | 40     | 452    | 390    | 37     | 25     |
| L. Van Hecke    | 34       | 380      | 336      | 31       | 13       | 1            | 15           | 12           | 2            | 1            | 7                | 84               | 75               | 5                | 4                | 42     | 479    | 423    | 38     | 18     |
| K. Zakchaiou    | 13       | 65       | 41       | 19       | 5        | 1            | 3            | 2            | 1            | 0            | 6                | 14               | 9                | 3                | 2                | 20     | 82     | 52     | 23     | 7      |

P = presenze; PT = punti totali; AV = attacchi vincenti; MV = muri vincenti; BV = battute vincenti